# エルンスト・マイヤー (画家)
エルンスト・マイヤー（Ernst Meyer、1797年5月11日 - 1861年1月31日 ）は、ホルシュタイン公国生まれの画家である。イタリアの人々を描く風俗画を描いた。

## 略歴
当時、デンマーク王家が統治するホルシュタイン公国のアルトナのユダヤ系商人の家に生まれた。両親が離婚した後、1812年に美術を学ぶために再婚した母親が住む、コペンハーゲン移り、デンマーク王立美術院に入学した。クリスチャン・ロレンツェンやクリストファー・エカスベアに学んだ。1816年と1818年にアカデミーの展覧会で銀賞を受賞し

、ドイツで学びながら、1819年と1921年のデンマークのアカデミーの展覧会に歴史画を描いて参加したが金賞を得ることができなかった。
アカデミーと対立する形でミュンヘンに移り、「ナザレ派」の画家で、宗教的テーマを描くペーター・フォン・コルネリウスに学び、1824年にシュレースヴィヒ公国出身の彫刻家、ビッセン(Herman Wilhelm Bissen)とイタリアに移った。イタリアではドイツ人芸術家のサークルや、彫刻家のベルテル・トルバルセンを中心とするデンマーク人芸術家のサークルの中で活動した。イタリアの人々の生活を描くようになった。1827年から再びデンマークの展覧会に出展するようになり、1833年に作品が当時デンマーク皇太子であったクリスチャン8世に買い上げられた。
1841年代か梅毒が悪化し障害が出るようになり、バイエルンのグレーフェンベルクのヴィンチェンツ・プリースニツの「水治療」の治療を受けたりした。1年ほどデンマークに戻り、王立美術アカデミーの会員に選ばれた 。再び、ローマに移り、1848年の革命の後は、4年間、ドイツ、フランス、スイスなどで過ごした。1852年にデンマーク王室からダンネブロ勲章を受勲した。再びイタリアに戻り、水彩画などを描き、1861年にローマで没した。

## 作品

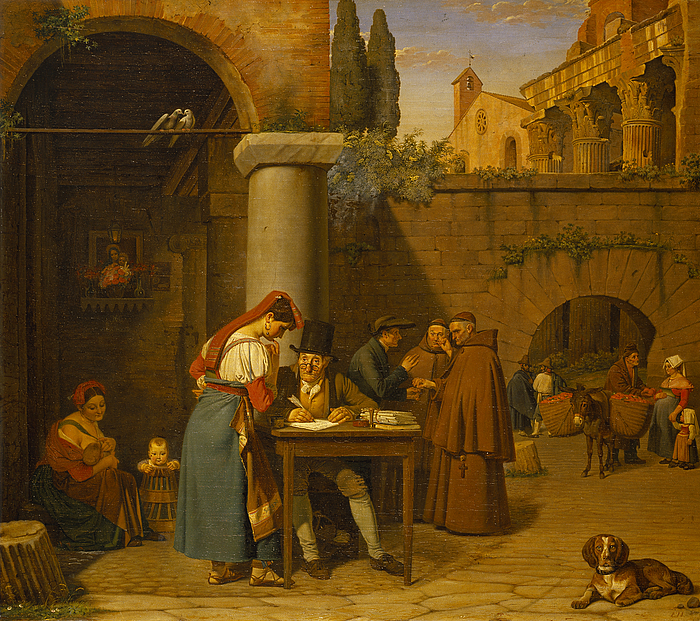
女性のために手紙を書くローマの代書人(1827)
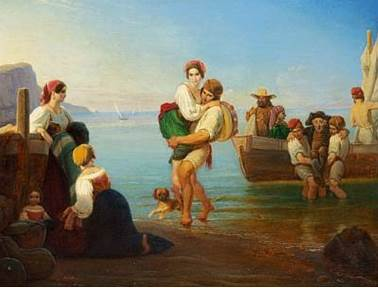
カプリへの上陸
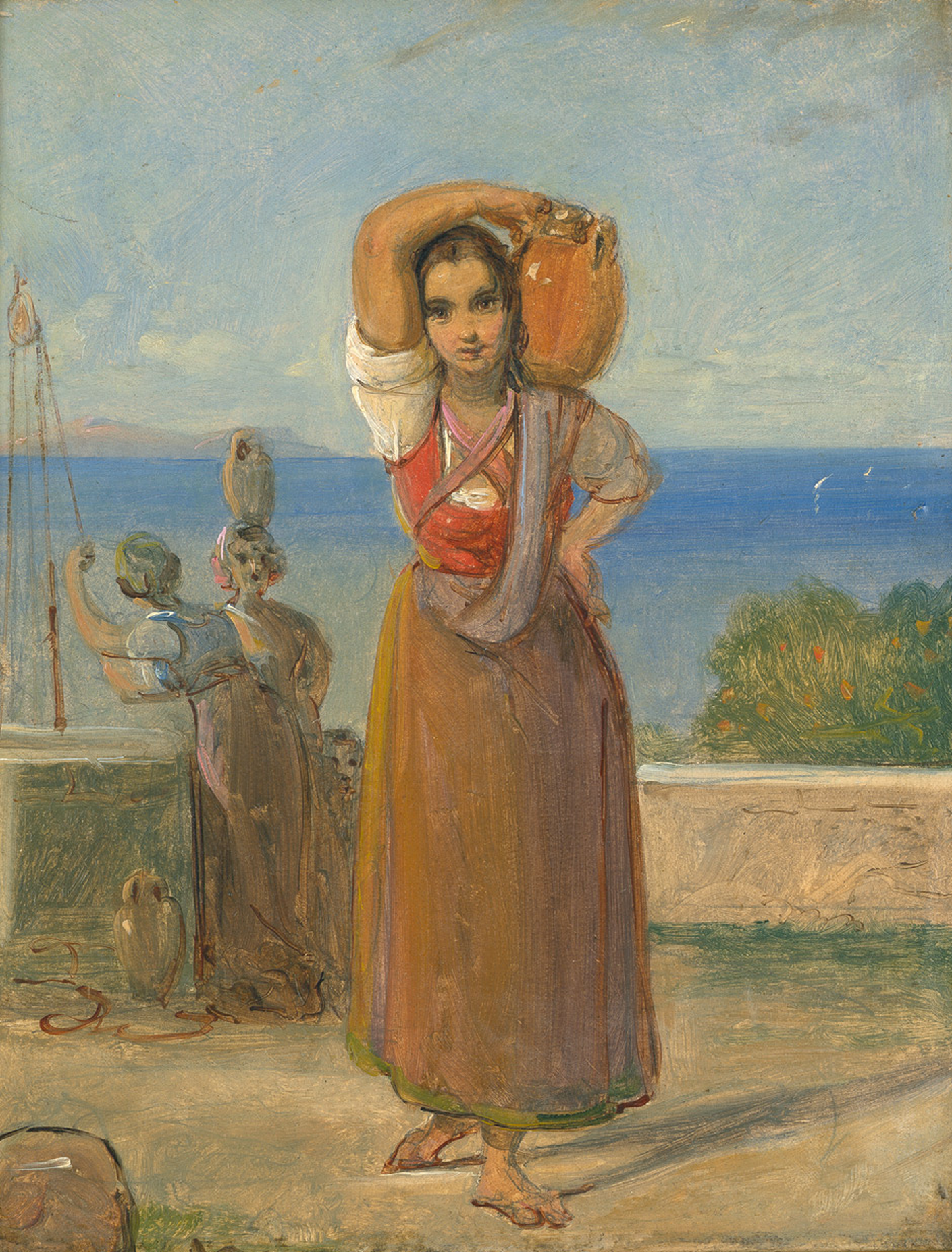
イタリアの水くみの女性
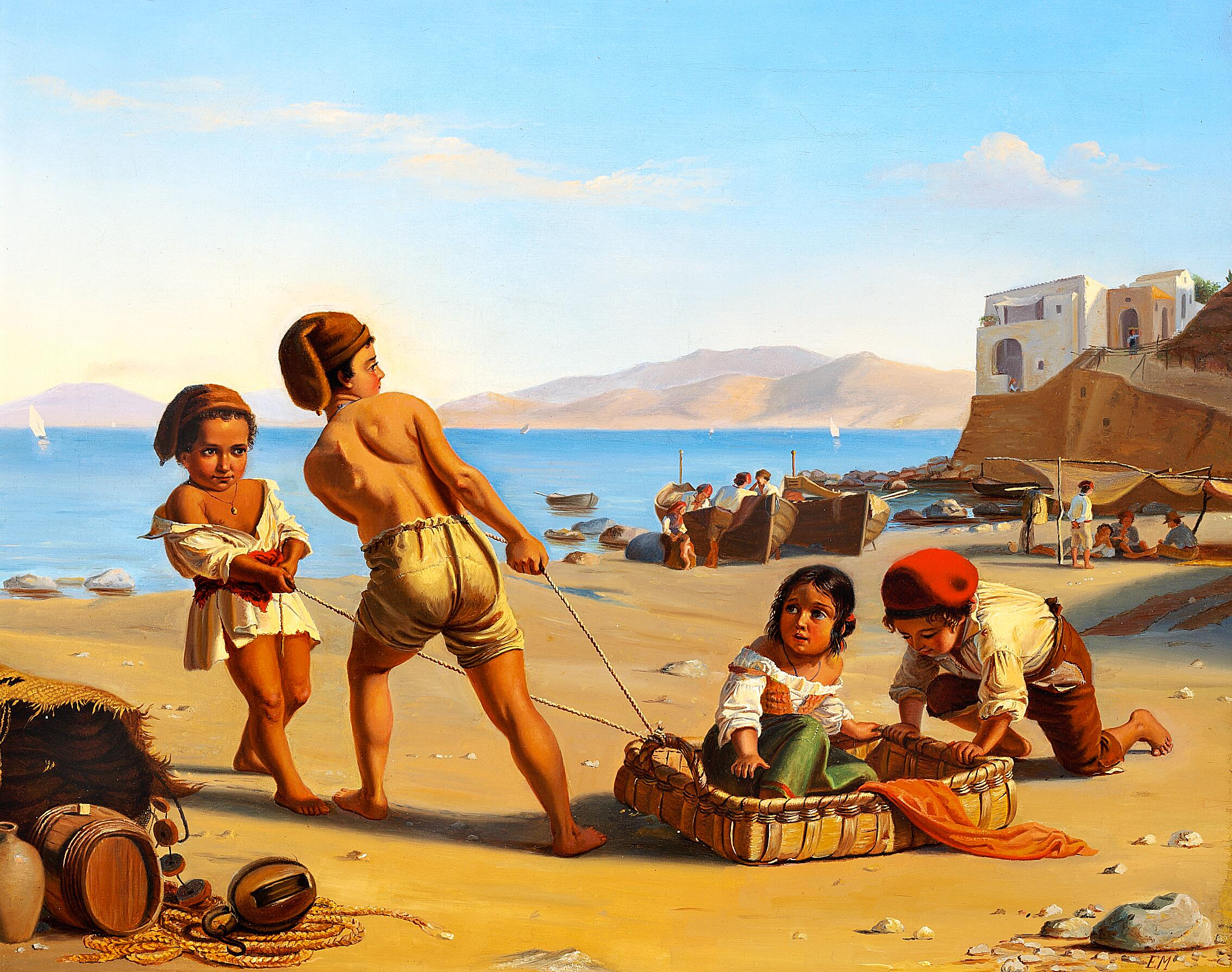
イタリアの海岸で遊ぶ子供たち